# Коричневая черепаха
Коричневая черепаха (лат. Manouria emys) — вид сухопутных черепах. Самая крупная азиатская наземная черепаха — длина её карапакса до 47 см и масса до 31 кг. Единственная известная науке черепаха, сооружающая для своих яиц специальное гнездо и охраняющая будущее потомство.

## Описание

### Распространение и среда обитания
Распространена коричневая черепаха в Юго-Восточной Азии от северо-востока Индии до Суматры и Западного Калимантана.
Обитает в муссонных вечнозелёных лесах, где держится влажных участков. Большую часть времени проводит под лесной подстилкой, зарывшись во влажный грунт.

### Питание
В основном эта черепаха растительноядна, но при случае поедает всевозможных беспозвоночных и мелких земноводных.

### Размножение
В период размножения самец этой черепахи зовет самку громким скрипом-писком. Самка отвечает ему скрипящим звуком, похожим на лай. Самка откладывает от 5 до 8 яиц размером 50 на 43 мм. Количество кладок одной самки в год неизвестно.
При откладке яиц самка сооружает специальное гнездо из опавших листьев, сгребая их боками панциря, чтобы обеспечить яйцам более сухое и тёплое место. Она находится у этого гнезда, пока инкубируются яйца и охраняет их, стараясь отогнать любого чужака. Это уникальное для черепах поведение сформировали условия среды: в густом лесу черепахи легче находят друг друга по звукам, а влажность грунта болотистого леса заставляет их больше сил тратить на подготовку места для откладки яиц и поддерживать в нём режим для инкубации.

## Подвиды

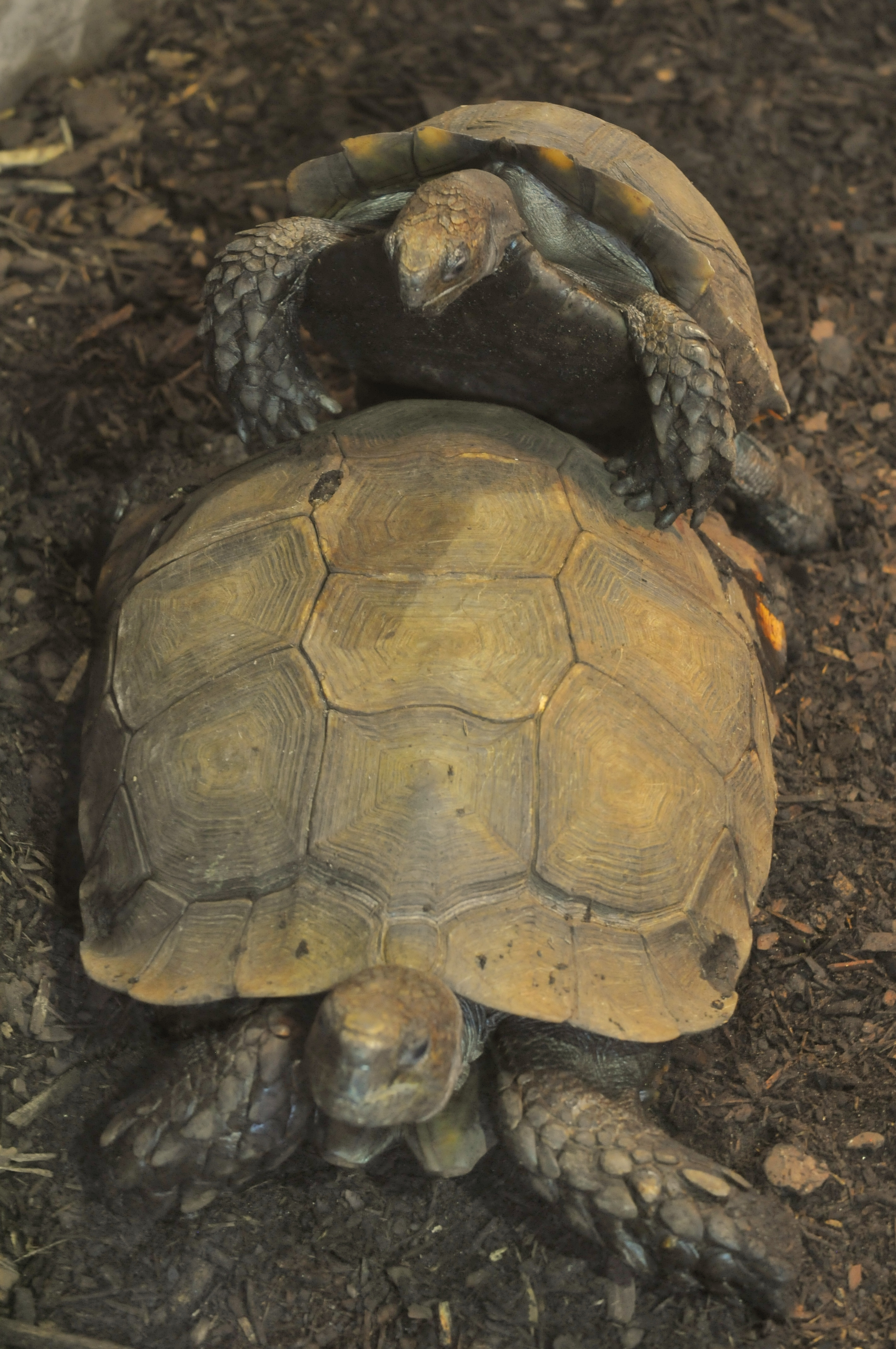
Спаривание коричневых черепах

- Manouria emys emys — Панцирь плоский, коричневого цвета, со светлыми центрами на позвоночных и рёберных щитках.
- Manouria emys phayrei — Панцирь куполообразный почти полностью чёрного цвета.

## Коричневая черепаха и человек
Численность вида сильно сокращается из-за бесконтрольной охоты. На всём ареале коричневые черепахи употребляются местным населением в пищу и для приготовления лекарственных средств.